# Zonation piscicole de Huet

## Définition
La zonation piscicole de Huet, ou zonation de Huet, est une zonation longitudinale des cours d'eau appliquée en Europe de l'Ouest qui détermine quatre grandes zones de peuplements piscicoles le long des cours d'eau. Des têtes de bassin vers les estuaires, ce sont la zone à truite (la plus amont), la zone à ombre, la zone à barbeau, et la zone à brème (la plus aval). 

« Dans un territoire biogéographique déterminé, des eaux courantes comparables en largeur, en profondeur et de pente de même ordre, présentent des caractères biologiques analogues, particulièrement pour les populations piscicoles. »Marcel Huet, « Aperçu des relations entre la pente et les populations piscicoles des eaux courantes », Schweizerische Zeitschrift für Hydrologie, vol. 11, no 3,‎ 1er septembre 1949, p. 332‑351 (ISSN 1420-9055, DOI 10.1007/BF02503356)

## Autres zonations écologiques des cours d’eau
Les cours d’eau se distinguent par un écoulement unidirectionnel, de la source vers la mer, qui engendre un gradient longitudinal structurant la répartition des espèces animales et végétales. Plusieurs approches décrivent cette organisation théorique, en l’absence de perturbations, en s’appuyant sur l’association des espèces plutôt que sur la présence isolée d’une seule. Ces typologies offrent un cadre pour évaluer l’état des milieux aquatiques non dégradés.
Dès le XIXème siècle, des hydrobiologistes et des ichtyologistes ont proposé des formes pionnières de zonation afin d'expliquer la répartition et le remplacement progressif des espèces de  poissons de l’amont vers l’aval.
- La zonation de Fritsch (1872)[3] faisant état de 3 zones (de l'amont vers l'aval, zone à truite, à barbeau et zone à silure).
- La zonation de Thienemann (1925) avec de l'amont vers l'aval, la zone des sources, les ruisselets de sources, la région à truite, la région à ombre, la région à barbeau, la région à brème et la région d'eaux saumâtres[4].
- La zonation de Carpenter (1928)[5] avec deux grandes zones : la partie montagnarde des cours d'eau (tête de bassin et ruisseaux à truite) et le cours d'eau des plaine (secteur à vairon, la partie supérieure, la partie inférieure, et les eaux saumâtres).

Mais c'est la zonation piscicole de Huet, dite aussi règle des pentes, ébauchée en 1946, puis établie en 1949, qui a été retenue comme base pour la zonation des cours d'eau. Ultérieurement, trois autres zonations principales ont été proposées :
- Illies (1961)[8], et Illies et Botosaneanu (1963)[9] proposent une classification en trois zones, dites universelles, fondées sur les invertébrés benthiques : le crénon (zones de sources), le rhitron (cours supérieur et rapide) et le potamon (cours inférieur et lent), dont les limites coïncident avec les principales confluences.
- La biotypologie de Verneaux (1973)[10] explique la structuration biologique des cours d’eau (poissons et invertébrés) par des facteurs physiques tels que la température, la dureté de l’eau, la section mouillée à l’étiage, la pente et la largeur du lit.
- Enfin, le concept de continuum fluvial (River Continuum Concept) de Vannote et coll. (1980)[11] qui relie la répartition des invertébrés à leur régime alimentaire* distinguant les broyeurs, les collecteurs, les brouteurs et les prédateurs, ces derniers étant uniformément répartis. Ce modèle s’appuie sur la méthode d’ordination des rangs de Strahler pour décrire la continuité écologique du cours d’eau.

D'autres types de zonations des cours d'eau ont également été proposées dans les années 90, s'appuyant sur les oiseaux et sur la végétation alluviale.

## Exemples
Arrignon a étudié la zonation piscicole des trois rivières normandes et picardes selon la règle des pentes et la zonation de Huet celles-ci révèlent des particularités liées à leur contexte hydrogéologique. Bien que la règle des pentes de Huet s’applique globalement, les spécificités locales entraînent des décalages et parfois des inversions de zones. Chaque rivière développe ainsi une zonation piscicole unique, fortement influencée par ses conditions hydrogéologiques et thermiques :
- Pour la Risle, en Normandie, la zonation théorique suggère une succession de zones à Ombre, à Barbeau et à Brème en fonction de la pente, qui diminue de 4,2 % en amont à 0,3 % en aval. En réalité, on observe une zone à Truite dans le cours supérieur, suivie d’une zone à Ombre dans le cours moyen, puis une nouvelle zone à Truite en aval, et enfin une zone à Brème vers l’embouchure, influencée par les marées. Les ruptures de pente et les apports d’eau souterraine expliquent ces inversions, tandis que les carrières transformées en étangs favorisent une évolution vers une zone à Ombre en aval.
- La Levrière et son affluent l’Epte présentent une zonation théorique marquée par une zone à Truite en amont et une zone à Barbeau en aval. Sur le terrain, la Levrière est entièrement colonisée par la Truite, tandis que l’Epte montre une zone à Barbeau après la confluence, puis une zone à Ombre sur un tronçon de 3 km autour de Guerny, avant de retrouver une zone à Barbeau. L’introduction de l’Ombre modifie progressivement cette répartition, tendant vers une extension de la zone à Ombre.
- La Brèche, en Picardie, devrait théoriquement abriter une zone à Barbeau suivie d’une zone à Brème. Cependant, on y trouve une longue zone à Truite sur 28 km depuis la source, grâce à des apports constants d’eau fraîche et oxygénée issus de sources. Une zone à Ombre apparaît ensuite sur 5 km, suivie d’une zone à Barbeau perturbée par une pollution chronique, et enfin une zone à Brème près de la confluence avec l’Oise.